# Batalha de Vertières
A Batalha de Vertières (em crioulo haitiano: Batay Vètyè) foi a última grande batalha da Revolução Haitiana e o capítulo final da Revolução sob a liderança de Jean Jacques Dessalines. Foi travada em 18 de novembro de 1803 entre o exército haitiano, composto por escravizados, e as forças expedicionárias francesas de Napoleão Bonaparte, que estavam empenhadas em retomar o controle da ilha.
Vertières está localizada ao sul de Cap-Haïtien (então conhecida como Cap-Français), no Département du Nord, Haiti. No final de outubro de 1803, as forças que combatiam as tropas expedicionárias já haviam tomado grande parte do território de São Domingos. Os únicos locais ainda controlados pelas forças francesas eram Môle St. Nicolas, sob o comando de Noailles, e Cap-Français, onde o general francês Rochambeau estava encurralado com 5 000 tropas.

## Antecedentes
Em 1802, o líder revolucionário Toussaint Louverture foi capturado pelas tropas de Napoleão. Do navio que o levaria à sua cela de prisão, onde morreria, Louverture declarou: “Ao me derrubar, vocês não fizeram mais do que cortar o tronco da árvore da liberdade negra em São Domingos. Ela brotará novamente de suas raízes, pois são numerosas e profundas.” Após a morte de Louverture, Jean Jacques Dessalines continuou a luta pela liberdade liderando a resistência contra os franceses.

## Batalha
Dessalines derrotou o exército francês várias vezes antes da Batalha de Vertières. Durante a noite de 17–18 de novembro de 1803, os haitianos posicionaram seus poucos canhões para bombardear o Forte Bréda, localizado na habitação onde Louverture trabalhou como cocheiro sob François Capois. Quando as trombetas francesas soaram o alarme, Clervaux, um rebelde haitiano, disparou o primeiro tiro. Capois, montado em um grande cavalo, liderou sua demi-brigada haitiana à frente, apesar das tempestades de balas vindas dos fortes à sua esquerda. O avanço em direção a Charrier subia um longo desfiladeiro sob os canhões de Vertières. O fogo francês matou vários soldados nas colunas haitianas, mas eles fecharam fileiras e continuaram, cantando. O cavalo de Capois foi atingido, vacilou e caiu, jogando-o no chão. Capois se levantou, desembainhou sua espada, ergueu-a sobre a cabeça e correu gritando: "Avante! Avante!" (En avant! En avant!).
Rochambeau observava das muralhas de Vertières. Enquanto Capois avançava, os tambores franceses soaram um repentino cessar-fogo. De repente, a batalha parou. Um oficial francês montado em um cavalo dirigiu-se ao intrépido Capois-la-Mort (Capois-o-Morte). Com voz alta, gritou: "O general Rochambeau envia cumprimentos ao general que acaba de se cobrir de tanta glória!" Em seguida, saudou os guerreiros haitianos, retornou à sua posição e a luta foi retomada.
O general Dessalines enviou suas reservas sob o comando de Gabart, o mais jovem dos generais, enquanto Jean-Philippe Daut, da guarda de granadeiros de Rochambeau, formava-se para uma carga final. Mas Gabart, Capois e Clervaux, este último lutando com um mosquete francês nas mãos e com uma epaulette atingida, repeliram o contra-ataque desesperado.
Uma súbita tempestade com trovões e relâmpagos encharcou o campo de batalha. Sob a cobertura da tempestade, Rochambeau recuou de Vertières, sabendo que estava derrotado e que São Domingos estava perdido para a França.

## Consequências
Na manhã seguinte, o general Rochambeau enviou Duveyrier para negociar com Dessalines. Ao final do dia, os termos da rendição francesa foram definidos. Rochambeau recebeu dez dias para embarcar o restante de seu exército e deixar São Domingos. Os soldados franceses feridos foram deixados sob custódia, com a expectativa de serem enviados de volta à França, mas foram afogados alguns dias depois.
Esta batalha ocorreu menos de dois meses antes da proclamação da independência da República do Haiti por Dessalines em 1º de janeiro de 1804. Durante a Segunda Restauração, o Reino da França recusou-se a reconhecer a independência conquistada contra a República Francesa. Em 1826, o rei Carlos X exigiu que o Haiti pagasse uma indenização de 150 milhões de francos de ouro para que a França reconhecesse a independência da jovem república. Em 1838, sob a Monarquia de Julho, essa dívida foi reduzida pelo rei Luís Filipe para 90 milhões de francos e foi paga à França até o início do século XX.
O dia 18 de novembro tem sido amplamente celebrado desde então como o Dia da Vitória no Haiti.